# لیپووا (ناحیه پرروف)
لیپووا (به چکی: Lipová) یک منطقهٔ مسکونی در جمهوری چک است که در ناحیه پرروف واقع شده‌است. لیپووا ۴٫۹۹ کیلومتر مربع مساحت و ۲۵۶ نفر جمعیت دارد و ۲۶۲ متر بالاتر از سطح دریا واقع شده‌است.